# Henri Chamorin
Pour les articles homonymes, voir Chamorin.
Pas d'image ? Cliquez ici

a Compétitions nationales et continentales officielles uniquement.

b Matchs officiels uniquement.
Henri Chamorin, né le 18 juillet 1941 à Perpignan où il est mort le 16 août 1989, est un joueur de rugby à XIII.
Il effectue sa carrière sportive au XIII Catalan et à Saint-Estève avec lequel il remporte le Championnat de France 1971.
Fort de ses performances en club, il est un joueur régulier de l'équipe de France entre 1964 et 1967.

## Biographie
Son fils Pierre Chamorin a également été international de rugby à XIII dans les années 1990, à l'instar de son gendre Roger Palisses.

## Palmarès
- Collectif :
  - Vainqueur du Championnat de France : 1971 (Saint-Estève).
  - Finaliste de la Coupe de France : 1967 (XIII Catalan).